# غار سیاه
غار سیاه مربوط به دوران پارینه‌سنگی است و در شهرستان مرودشت، روستای کوه سبز واقع شده و این اثر در تاریخ ۲ آبان ۱۳۸۲ با شمارهٔ ثبت ۱۰۵۲۸ به‌عنوان یکی از آثار ملی ایران به ثبت رسیده است.